# Juan Bautista Augurio Perera

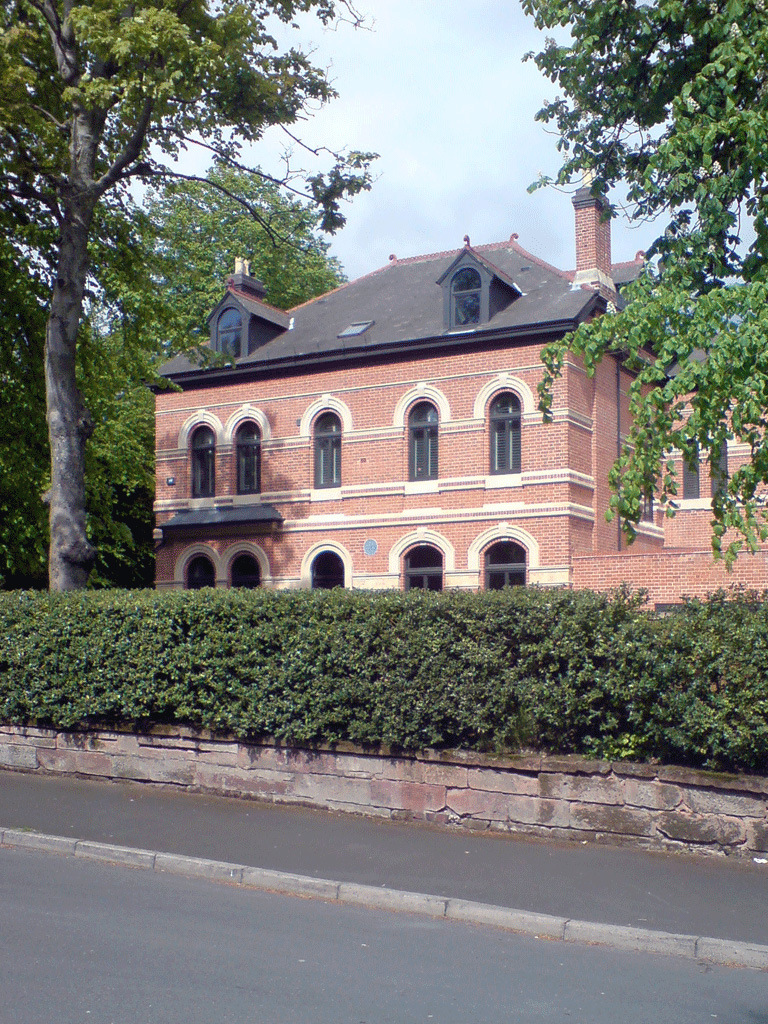
La casa de Perera (Edgbaston, Birmingham) donde él y Harry Gem inventaron el juego moderno del lawn tenis (tenis sobre hierba).

Juan Bautista Augurio Perera (c.1822 – después de 1889) fue un deportista y hombre de negocios nacido en España y naturalizado en Inglaterra, considerado el inventor del tenis, junto con su amigo el mayor Harry Gem (Thomas Henry Gem).

## Biografía
La biografía del mayor Gem es muy conocida. En cambio (de forma incomprensible) no hay muchos datos publicados de Juan Bautista Perera. Por su declaración en la carta de naturalización, se sabe que nació en España alrededor de 1822. Se trasladó a Inglaterra con sus padres, Augurio y Francisca, en 1826 a la edad de cuatro años. Vivió con la familia en Londres durante diez años, hasta que se trasladaron a Birmingham en 1836. Perera después de que el resto de la familia se trasladara a Mánchester en 1839, con 17 años de edad, permaneció en la región central establecido a Edgbaston, cerca de Birmingham, haciéndose cargo de una sociedad fundada por su padre que importaba mercancías españolas, finalmente adoptó la nacionalidad inglesa en 1856, escribiendo el siguiente memorial en la petición:

The Memorial of Juan Bautista Augurio Perera.. humbly sheweth.. That your memorialist is a natural borne subject of the Kingdom of Spain.. That he is of the age of thirty four years.. That he has resided in England for thirty years, viz. in London until the year 1836 and at Birmingham since that time.

Perera y Gem habían empezado a jugar al juego de pelota en el campo de croquet existente en los jardines de la casa de Perera y se dedicaron a trazar las reglas para un nuevo juego denominado al principio "en inglés": 'pelota' y posteriormente ‘lawn rackets’, dando gran importancia al atletismo así como también a la simplicidad del juego. El primer partido se jugó en el jardín de la residencia de Perera en Edgbaston hacia el año 1865.
En 1872 Perera y Gem se trasladaron a Leamington Spa donde establecieron un club para jugar a su nuevo juego, (cambiando finalmente el nombre por ‘lawn tenis’), en los jardines del Manor House Hotel, en el nuevo hogar de Perera en Avenue Road. Perera dejó Leamington tres años después de la muerte de Gem en 1881 y su vida a partir de esta fecha se desconoce.

## El verdadero inventor del tenis

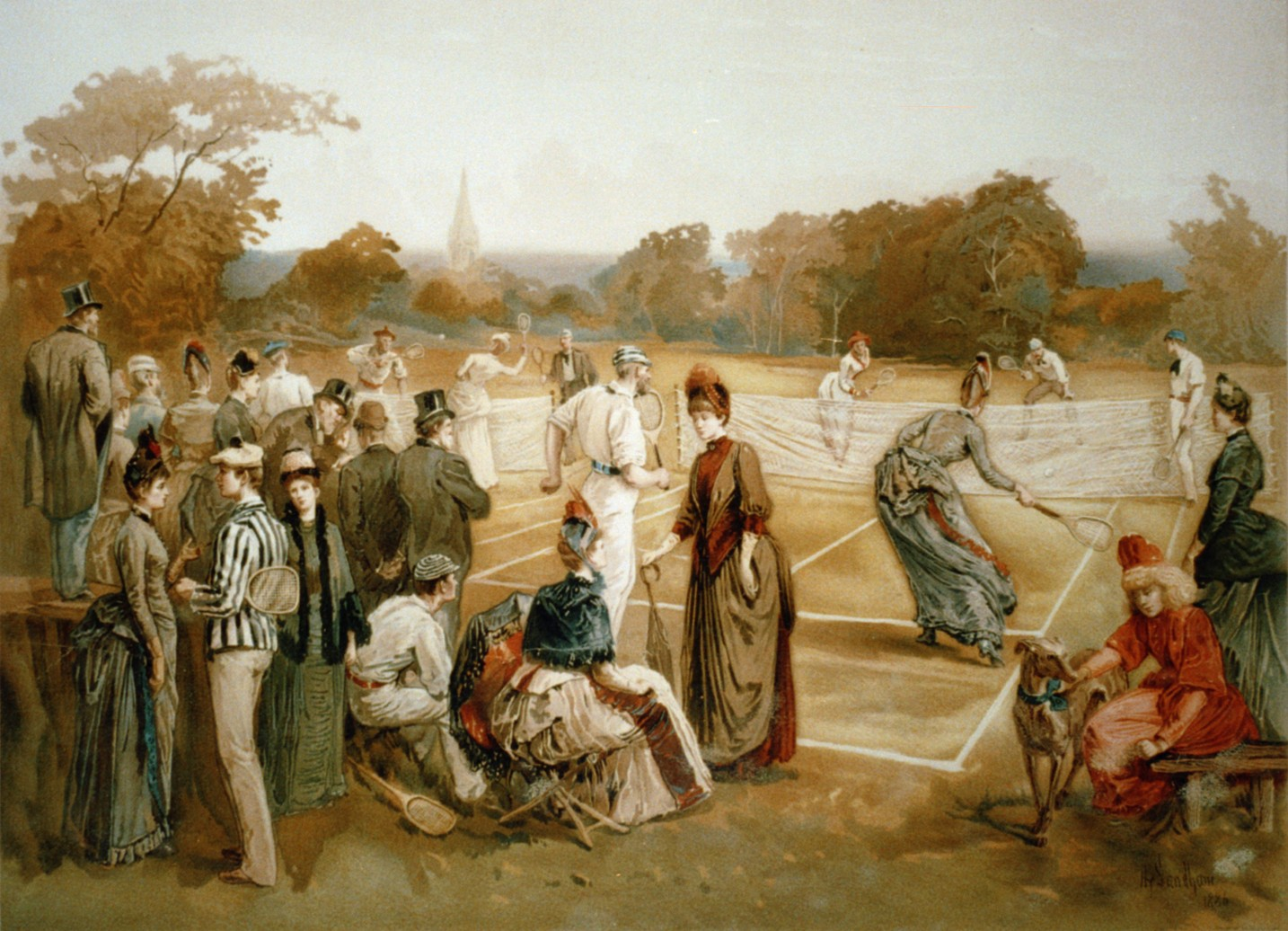
Tenis sobre césped en los Estados Unidos (1887)

La invención del tenis se atribuye tradicionalmente al mayor Walter Clopton Wingfield, que publicó las reglas para un juego que denominó Sphairistike en 1874. Así lo dice a la estatua de Wingfield que se encuentra en la sede de la Lawn Tenis Association.
Ahora se sabe que Perera y Gem habían creado un club de tenis organizado antes de esa fecha (en Leamington Spa en 1872), cuando ya habían estado jugando en privado durante una década o más, y que las normas definitivas que se establecieron en torneos oficiales fueron inspiradas en el juego de Perera y Gem, y no en el de Wingfield.
La vida de la familia de Perera está ampliamente documentada tanto en Cataluña como durante su estancia en el Reino Unido hasta la popularización de su juego. Después se le pierde la pista.
El mismo Gem en una carta al periódico The Field en noviembre de 1874, acredita ampliamente a Perera como autor del desarrollo del juego de tenis sobre hierba.

## Juego de pelota en Barcelona
En el caso de un origen barcelonés de Perera, habría que determinar las posibles influencias de los juegos de pelota autóctonos en el desarrollo del lawn-tenis.
Hay algún estudio que trata este tema con cierta profundidad, citando numerosos documentos de autores famosos (Alfonso X de Castilla - que prohibió el juego de pelota, con pena de prisión, Erasmo de Róterdam, Rabelais, Calderón de la Barca, Baltasar de Castiglione, Antonio Scaino,...).
Uno de los testigos más importantes, en cuanto a los detalles, es el de Juan Luis Vives (1493-1540). Vives escribió una comparación entre lo jeu de paume (jugado con pelotas duras y raquetas con cordaje de tripa) y nuestro juego de pelota (parecido a la pelota valenciana actual y jugado con "pelotas de viento" golpeadas con la palma de la mano). golpeadas con la palma de la mano).
Según un libro de 1840, en Barcelona había un local para "juegos de pelota". No queda claro qué tipo de juego o juegos se jugaban en él.

## Posibles familiares en Barcelona
- En 1871 murió en Sarriá el industrial Joan Bautista Perera. Puso en marcha la mina de carbón de San Juan de las Abadesas y fue el promotor de varias líneas de ferrocarril en proyectos que no tuvieron éxito. Probablemente es el mismo J.B. Perera que fue cónsul de Uruguay en Barcelona.[18]
- Aparentemente Juan Bautista Perera tenía dos hermanos (José Manuel y José Antonio), según consta en la firma del acta de constitución de una sociedad ( "El Veterano", compañía de ferrocarriles). Es posible que los Perera mencionados fueran parientes sin ser hermanos (o, que no fueran parientes en absoluto).[19][20] No parece imposible pensar que Juan Bautista Augurio Perera pudiera ser hijo de uno de los tres Perera citados.

- Otra referencia sobre un Joan Bautista Perera es la del bisabuelo (por vía materna) del escritor Ignacio Agustí.[21]

- Según Kirsty Hooper, Augurio es un nombre muy poco corriente, pero da la casualidad que es uno de los patrones de Tarragona, es decir podría haber una relación con Tarragona.